# Shuangtian (köpinghuvudort i Kina, Jiangxi Sheng, lat 29,06, long 117,16)
Shuangtian är en köpinghuvudort i Kina. Den ligger i provinsen Jiangxi, i den sydöstra delen av landet, omkring 130 kilometer öster om provinshuvudstaden Nanchang. Antalet invånare är 40 574. Befolkningen består av 19 149 kvinnor och 21 425 män. Barn under 15 år utgör 23,0 %, vuxna 15-64 år 70 %, och äldre över 65 år 6,0 %.
Runt Shuangtian är det tätbefolkat, med 383 invånare per kvadratkilometer. Närmaste större samhälle är Leping, 10,7 km söder om Shuangtian. I omgivningarna runt Shuangtian växer i huvudsak blandskog.
Genomsnittlig årsnederbörd är 2 597 millimeter. Den regnigaste månaden är juni, med i genomsnitt 468 mm nederbörd, och den torraste är oktober, med 52 mm nederbörd.